# Matteo Grampa
Matteo Grampa (Busto Arsizio, 25 luglio 1991) è un cestista italiano.
Playmaker-guardia tiratrice di 188 cm, è stato campione d'Italia di pallacanestro 3x3 nel 2013 e 2014.

## Carriera
Matteo Grampa si avvicina alla pallacanestro a 6 anni e cresce giocando sia nei campi indoor che nei playground di Busto Arsizio, appassionandosi al basket 3x3. Dopo aver debuttato alle prime finali nazionali nel 2011, entra nei Kings of Kings di Milano, diventando un punto di riferimento per il basket 3x3 in Italia e partecipando a numerosi tornei nazionali e internazionali.
Nel 2013 vince le finali nazionali FISB con i Kings of Kings.
Nel 2014, è nuovamente campione d'Italia 3x3 e semifinalista al Lugano Challenger. Nel 2015, Matteo Grampa è stato convocato nella nazionale italiana per partecipare al raduno per selezionare la Rappresentativa Nazionale 3x3 Senior Maschile per i Giochi Europei di Baku.
Nel 2018, alle Finali Nazionali dello Streetball Italian Tour 2018 a Riccione, i Kings of Kings arrivano in finale perdendo contro il team di Cremona con il punteggio di 14-19.
Con la Nazionale dell'Italia ha disputato la qualificazione alla Coppa del Mondo di pallacanestro 3x3 2019: gli azzurri sono stati eliminati perdendo 12-21 contro l'Australia nei quarti di finale.